# Макарский, Антон Александрович
Анто́н Алекса́ндрович Мака́рский (род. 26 ноября 1975, Пенза, СССР) — российский актёр театра, кино и дубляжа, певец (тенор).

## Биография
Родился 26 ноября 1975 года в городе Пензе в актёрской еврейской семье (актёр в третьем поколении).
Дед — народный артист России Михаил Яковлевич Каплан (1932—2022), был актёром Пензенского драмтеатра, бабушка — заслуженная артистка России Лидия Шагова-Дросман; отчим — Александр Макарский, актёр ставропольского и пензенского театра кукол, и мать, Елена Михайловна — музыкальный педагог, в прошлом также актриса театра кукол (родители и сёстры ныне живут в Холоне, Израиль). С восьми лет принимал участие в спектаклях Пензенского драматического театра. Когда Антону исполнилось десять лет, в его жизни появился отчим, который через два года усыновил его и дал свою фамилию. После окончания школы в Пензе поехал в Москву и поступил в три театральных ВУЗа, но для учёбы выбрал Щукинское училище (1993—1998). Из пяти дипломных спектаклей Макарский был занят в четырёх, из 17 экзаменов по танцу — в 12, подготовил 7 номеров по вокалу. Около двух месяцев отыграл в театре Марка Григорьевича Розовского и принял решение уйти в армию. После прохождения «курса молодого бойца» был командирован в Академический ансамбль песни и пляски внутренних войск МВД России, где пел, был первым тенором и вёл концерты около года. После службы полгода нигде не работал, услышал о мюзикле «Метро» и пришёл на кастинг, где был принят отборочным жюри.

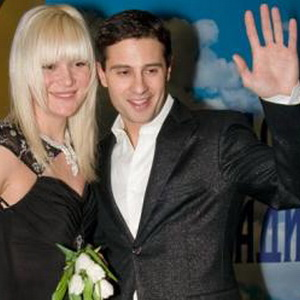
С супругой на премьере фильма «Возвращение мушкетёров»

С мая 2002 года занят ещё и в мюзикле «Нотр Дам де Пари». Он играл одну из главных ролей — капитана Фёба де Шатопера. Снялся в клипе на русский вариант главной музыкальной темы из мюзикла — «Belle». Именно роль капитана Фёба де Шатопера определила амплуа Макарского — из-за романтичной внешности, голоса и чувственности в кино он чаще всего играет романтических героев.
Снялся в фильме Леонида Кулагина о нефтяниках «Буровая», съёмки которого проходили на настоящей буровой в Сургуте, а также в фильме «Любовные авантюры» по новеллам Мопассана.
Летом 2003 года записал сольный альбом. С осени 2003 года принимает участие в совместном американо-российском сериальном проекте — телевизионном романе «Бедная Настя». В сериале сыграл роль князя Андрея Долгорукого. Кроме того, вместе с Сергеем Ли и Ариной исполнил заглавную песню фильма «Мне не жаль».
В 2003 и 2004 году принял участие в программе Форт Боярд, ведущими которой были Леонид Ярмольник и Оксана Фёдорова.
В 2006—2007 годах снимался в сериале «Пером и шпагой», в роли французского резидента. В 2007 году — в фильмах «Кровавая Мэри» реж. Н. Агаджановой, «И падает снег» реж. М. Мигуновой, где играет угонщика автомобилей.

### Личная жизнь
С 1999 года живёт вместе с певицей Викторией Макарской (Морозовой) (22 мая 1973 год), с которой познакомился на кастинге мюзикла «Метро». Обвенчались спустя год, а поженились спустя три года после венчания и в этот же день улетели во Францию, на съёмки телешоу «Форт Боярд»
9 сентября 2012 года, после 13 лет брака, жена актёра, 39-летняя Виктория Макарская (Морозова), родила дочь в одной из акушерских клиник Иерусалима. Девочку назвали Марией.
31 мая 2015 года в семье Макарских родился сын, которого назвали Иваном.
Свой брак и совместную жизнь с Викторией Антон считает прямым Божественным изъявлением, так как его вкусы и требования на момент их знакомства не соответствовали его представлениям о будущей супруге. Убеждённый сторонник патриархальной семьи.

## Фильмография
- 2002 — Буровая[12]

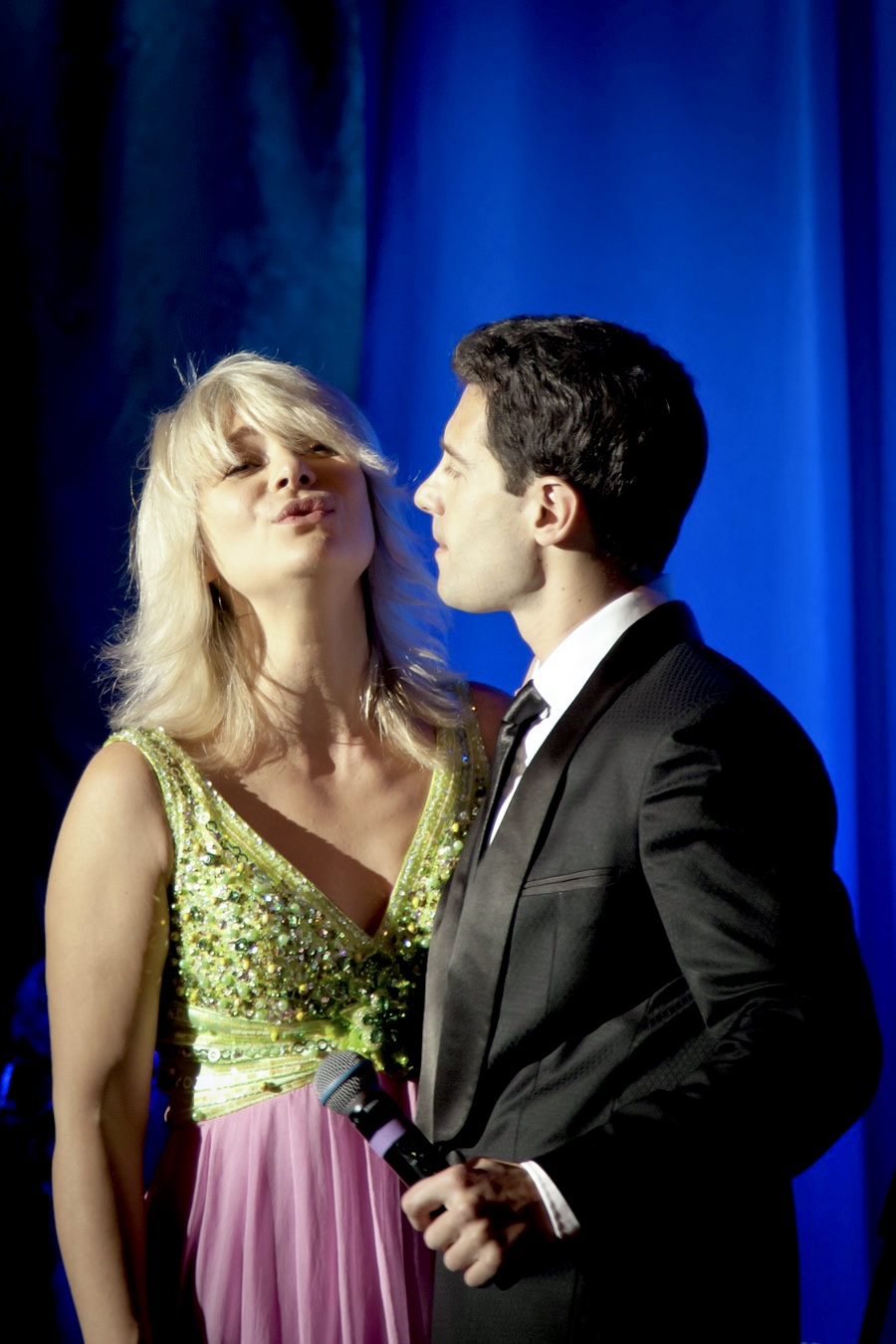
Макарские в ЦКиОМ (2014)

- 2002 — Следствие ведут Знатоки: Десять лет спустя (дело № 23 «Третейский судья») — эпизод
- 2003 — Бедная Настя — Андрей Долгорукий, князь
- 2004 — Грехи отцов — Иннокентий Туманов
- 2004 — Любовные авантюры (2, 3 и 5 серии) — Росселен
- 2004 — Моя прекрасная няня (32 серия «Высокая драматургия») — Евгений, одноклассник Виктории
- 2005 — Адам и превращение Евы — Адам
- 2005 — Даша Васильева. Любительница частного сыска 4 (фильм 2 «Домик тётушки лжи») — Лёня, парень Полины Железновой
- 2005 — Примадонна — Шафран, учитель
- 2006 — Кто приходит в зимний вечер… — эпизод
- 2006 — Охота на гения — Павел Заславский, «звезда» эстрады
- 2006 — Парижане — внук Кувалдина, пастух и начинающий певец
- 2007 — В ожидании чуда — Фей Роман Николаевич
- 2007 — И падает снег... — Максим Казанцев, угонщик автомобилей
- 2007 — Кровавая Мэри — Антон
- 2007 — Пером и шпагой — шевалье д’Эон (мадам де Бомон)
- 2007 — СМЕРШ — Павел Веклич, старший лейтенант
- 2008 — Возвращение мушкетёров, или Сокровища кардинала Мазарини — Анри, сын Арамиса
- 2008 — Золотой ключик — Алик
- 2009 — Женить Казанову — Артём Тарасов
- 2009 — Как казаки… — Орлов, подпоручик
- 2009 — Правосудие волков — Лаврик
- 2009 — Тётя Клава фон Геттен — Денис Дмитриевич Радецкий
- 2009 — Тихие сосны — Кирилл
- 2010 — Дыши со мной — Пётр Александрович Ветров, телепродюсер
- 2010 — Когда цветёт сирень — Андрей Родионов (Клименский), художник
- 2010 — Обратный путь — Илья Колесников, бизнесмен, спонсор фотовыставки Татьяны Ледиевой
- 2011 — Крутые берега — Кирилл Столеваров, грабитель инкассаторов
- 2011 — Сердце Марии — Матвей Варягов, архитектор
- 2011 — Срочно! Ищу мужа — Антон Андреевич Кириллов
- 2011 — Часы любви — Андрей Никитин, журналист газеты «Сенсация!»
- 2012 — Гром — Сергей Прохоров, капитан ВС
- 2012 — Дыши со мной 2 — Пётр Александрович Ветров, телепродюсер
- 2013 — 7 главных желаний — Эдик, жених Маши
- 2013 — Вангелия — Митко Гуштеров, муж Ванги
- 2013 — Женский день — камео
- 2013 — Одессит — Аркадий Резник, майор милиции, оперативник УМВД Одессы
- 2014 — Дорога домой — Матвей Герасимов
- 2014 — Сын за отца — Вадим Ильин
- 2015 — Деревенский роман — Арсений Ильиченко
- 2015 — НЕлюбовь — Пётр, муж Тамары
- 2015 — Последний янычар — Умар
- 2015 — Точки опоры — Саша Перец, известный исполнитель шансона
- 2016 — Гражданин Никто — Георгий Иванович Вержбицкий
- 2016 — Не пара — Олег Костров
- 2016 — Одноклассницы — Виктор
- 2016 — Свадебное платье — Вадим Зарицкий
- 2016 — Судьба по имени Любовь — Алексей Забелин
- 2017 — Крым
- 2017 — Одноклассницы: Новый поворот — Виктор
- 2018 — Случайная невеста — Виктор Захаров
- 2019 — В кино (короткометражный) — автор
- 2019 — Дорога домой — Евгений Сомов, артист
- 2019 — Крымская сакура
- 2019 — Любовь с доставкой на дом — Максим Викторович Миронов, хозяин интернет-магазина подарков

## Дубляж и озвучивание
- 2002 — Банды Нью-Йорка — Амстердам Валлон (Леонардо Ди Каприо)
- 2002 — Поймай меня, если сможешь — Фрэнк Абигнейл-младший (Леонардо Ди Каприо)
- 2008 — Приключения Алёнушки и Ерёмы — Ерёма
- 2009 — Новые приключения Алёнушки и Ерёмы — Ерёма
- 2017 — Чудо-Юдо — Иван (царский сын)
- 2021 — Цветняшки — Папа Лис
- 2022 — Суворов: Великое путешествие — Гриша

## Телевизионная карьера
Ведущий телевизионных программ:
- 2008 — «Поющая Компания» на ТВЦ. Соведущая Виктория Макарская[13]
- 2011 — «Призрак Оперы» на Первом канале. Соведущие Екатерина Гусева, Сати Казанова
- 2018—2019 — программа «Святыни России» на телеканале «Спас». Соведущая Виктория Макарская.